# هاک کوو
هاک کوو، تگزاس(به انگلیسی: Hawk Cove, Texas) شهری در ایالت تگزاس از ایالات جنوبی ایالات متحده آمریکا است. در سرشماری سال ۲۰۰۰، جمعیت این شهر ۴۵۷ نفر اعلام شد.